# Alberht
Alberht ou Æthelberht est un roi d'Royaume d'Est-Anglie de la deuxième moitié du VIIIe siècle. Il monte sur le trône à la mort d'Ælfwald, en 749, et partage le royaume avec Beonna (et peut-être également avec Hun). La date de la fin de son règne est inconnue.

## Biographie
Alberht n'est mentionné comme roi des Angles de l'Est que dans la Historia regum, une chronique compilée au XIIe siècle par Siméon de Durham qui indique que « Hunbeanna et Alberht se partagèrent le royaume des Angles de l'Est » après la mort d'Ælfwald. Il est possible que Hun et Beanna soient les noms de deux rois accolés par erreur par un scribe. L'historienne Barbara Yorke estime que le nom d'Alberht pourrait trahir son appartenance à la dynastie des Wuffingas, dont plusieurs membres ont des noms qui commencent par A ou Æ et dont Ælfwald est le dernier membre connu avec certitude.
Yorke avance la possibilité que la division de l'Est-Anglie se soit faite entre le Norfolk, le Suffolk et la région d'Ely. En revanche, D. P. Kirby considère que le partage de l'Est-Anglie n'a en réalité pas eu lieu et que Hun, Beanna et Alberht, qu'il identifie à Æthelberht (mort en 794) se sont succédé sur le trône.